# 高崎玉村スマートインターチェンジ
高崎玉村スマートインターチェンジ（たかさきたまむらスマートインターチェンジ）は、群馬県高崎市にある関越自動車道のスマートインターチェンジである。群馬県内のスマートICでは初めてとなる本線直結型となっている。
高崎市と佐波郡玉村町の境界に位置しており、敷地の一部が玉村町にかかっている。

## 歴史
- 2011年（平成23年）8月18日 - 着工[4]。
- 2014年（平成26年）2月22日 - 供用開始[1][2]。
- 2017年（平成29年）5月27日 - 国土交通省の社会実験事業として、高速道路一時退出実験の試行開始（ETC2.0搭載車限定で道の駅玉村宿が対象、道の駅もっくる新城・道の駅ソレーネ周南とともに全国初）[5][6][7]。
- 2020年（令和2年）3月27日 - 高速道路一時退出実験の退出可能時間がそれまでの1時間以内から3時間以内に引き上げられる[8]。
- 2022年（令和4年）7月1日 - 高速道路一時退出実験の退出可能時間がそれまでの3時間以内から2時間以内に変更[9]。

## 接続道路
- E17関越自動車道(9-1番)
- 国道354号 高崎玉村バイパス（東毛広域幹線道路）[10]

## 周辺
群馬県と高崎市は、当スマートICの開通に合わせインター隣接地に工業団地を整備した。群馬県（企業局）は「高崎玉村スマートIC北地区工業団地」、高崎市は「高崎スマートIC産業団地」の名称で分譲している。
- 道の駅玉村宿[6][7]
- 玉村町役場
- 群馬県立玉村高等学校
- 玉村町立玉村小学校
- 群馬県立女子大学
- 玉村町総合運動公園
- 高崎市立滝川小学校
- 高崎市立高崎特別支援学校
- 綿貫観音山古墳
- 量子科学技術研究開発機構高崎量子応用研究所
- 群馬の森 - 群馬県立近代美術館 - 群馬県立歴史博物館

## 隣
E17 関越自動車道
(8) 本庄児玉IC - (8-1) 上里SA/SIC - (9) 藤岡JCT - (9-1) 高崎玉村SIC - (9-2) 高崎JCT - (10) 高崎IC